# Jonathan Estuardo García
Jonathan García es un futbolista guatemalteco que se desempeña en la posición de mediocampista y que actualmente milita en el club Xelajú Mario Camposeco de la Liga Nacional de Guatemala.

## Clubes
| Club                    | País      | Año           |
| ----------------------- | --------- | ------------- |
| Halcones F. C.          | Guatemala | 2011 - 2014   |
| Deportivo Suchitepéquez | Guatemala | 2014-2016     |
| Xelaju Mario Camposeco  | Guatemala | 2016-2018     |
| Deportivo Malacateco    | Guatemala | 2018-presente |